# Артиніт

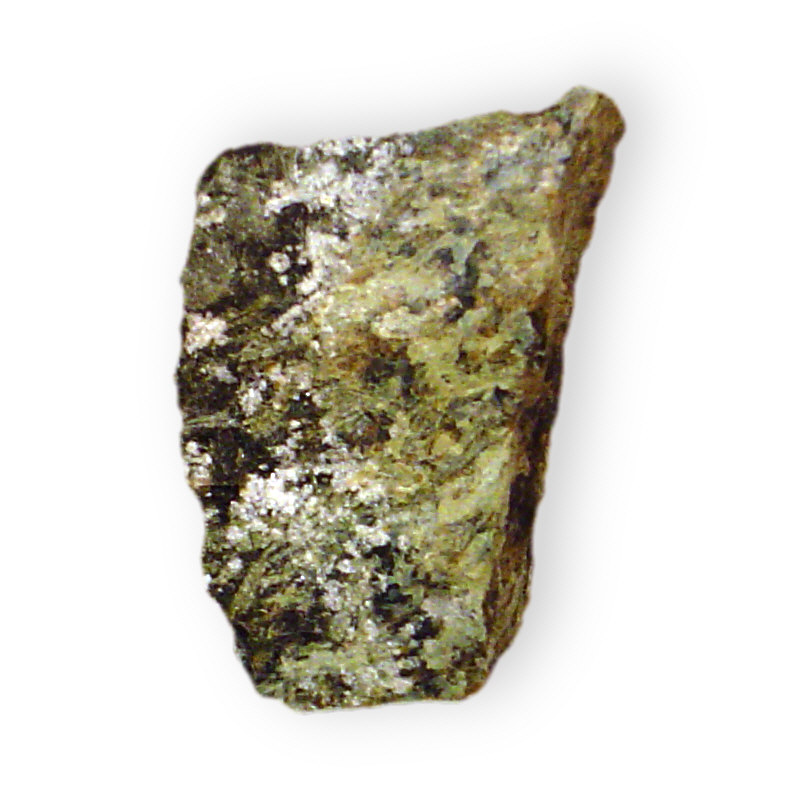
Артиніт

Артиніт (рос. артинит; англ. artinite; нім. Artinit) — мінерал, водний карбонат магнію.

## Загальний опис
Хімічна формула: 2 [Mg2(CO3)(OH)23 H2O]. Містить (%): MgO — 41; CO2 — 22,27; H2O — 36,63. Сингонія моноклінна. Форми виділення: голчасті кристали, кірочки, гроновидні та сферичні агрегати. Спайність довершена і добра. Густина 2. Твердість 2,5-3. Безбарвний або білий. Прозорий. Блиск шовковистий. Риса біла. Крихкий. Зустрічається у низько-температурних жилах, серпентизованих ультраосновних породах разом з іншими карбонатами. Рідкісний.